# Striomecyna bimaculicollis
Striomecyna bimaculicollis är en skalbaggsart som beskrevs av Stefan von Breuning 1957. Striomecyna bimaculicollis ingår i släktet Striomecyna och familjen långhorningar.
Artens utbredningsområde är Madagaskar. Inga underarter finns listade i Catalogue of Life.